# Laura Aarts
Laura Petronella Aarts (* 10. August 1996 in Beuningen) ist eine niederländische Wasserballspielerin und Torhüterin ihrer Nationalmannschaft. Sie gewann bei den Schwimmweltmeisterschaften 2015 eine Silbermedaille und kam bei der Wasserball-Europameisterschaft 2016 ebenfalls auf den Silberrang.
Im russischen Kasan 2015 verloren die Niederländerinnen das Endspiel nach 4:1-Führung knapp mit 4:5 gegen die Vereinigten Staaten, Dritter wurde Italien vor Australien.
Bei der Wasserball-Euro 2016 im Januar in Belgrad besiegte im Endspiel Ungarn die Holländerinnen 9:7, im Spiel um den dritten Platz setzte sich Italien mit 10:9 gegen Spanien durch.
Bei der Weltmeisterschaft 2023 in Fukuoka bezwangen die Niederländerinnen im Halbfinale die Italienerinnen und im Finale die Spanierinnen. Im Jahr darauf erreichten die Niederländerinnen bei den Olympischen Spielen 2024 in Paris das Spiel um den dritten Platz und bezwangen dort die Titelverteidigerinnen aus den Vereinigten Staaten.